# Wehldorf (Gyhum)
Wehldorf ist ein Ortsteil der Gemeinde Gyhum im niedersächsischen Landkreis Rotenburg (Wümme).

## Geografie und Verkehrsanbindung
Wehldorf liegt nordwestlich des Kernortes Gyhum direkt an der B 71. Östlich fließt die Mehde-Aue, ein linker Nebenfluss der Oste. Südlich und östlich verläuft die A 1.

## Geschichte
Am 1. März 1974 wurde Wehldorf nach Gyhum eingemeindet.